# Kontrollraum (Hörfunk)

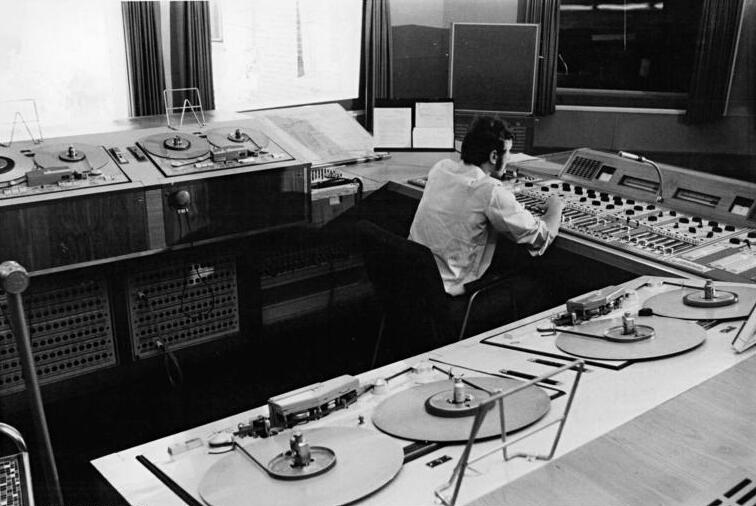
Kontrollraum im Block E des Funkhauses Nalepastraße, 1970

Der Kontrollraum, auch K-Raum, ist der Regieraum eines Hörfunkstudios. Der Tontechniker oder -ingenieur (auch: Kontrolltechniker, Kontrolldienst) mischt und überwacht die laufende Sendung und hat die technische Kontrolle über den Endzustand eines Radioprogramms, bevor es über entsprechende Übertragungskanäle zum Sender und damit zum Hörer gelangt.
Zentrale Einrichtung eines Kontrollraumes ist die Tonregieanlage zur rückwirkungsfreien Verkopplung der Tonquellen. Diese sind verschiedener Art wie z. B. Magnetbandgeräte, Plattenspieler oder – in neuerer Zeit – rechnerbasierte Sendeablaufsteuerungen. Abhören und Aussteuerung geschehen mittels hochwertiger Studiolautsprecher und Pegelmesser. Dazu verfügt der Kontrollraum im Allgemeinen über eine besondere Raum- und Bauakustik, die die reflexions- und störgeräuschfreie neutrale Beurteilung des Tonsignals ermöglicht. Die weitere technische Ausstattung des Kontrollraumes orientiert sich an den Erfordernissen des jeweiligen Hörfunkprogramms.
In der Regel sind dem Kontrollraum ein oder mehrere mit Mikrofonen ausgestattete Sprecherräume zugeordnet, zu denen der Kontrolltechniker mittels spezieller Studiofenster Sichtverbindung hat.